# Grzegorz Timofiejew
Grzegorz Timofiejew (ur. 11 marca 1908 w Łodzi, zm. 3 października 1962 tamże) – polski poeta, pisarz i tłumacz.

## Zarys biograficzny

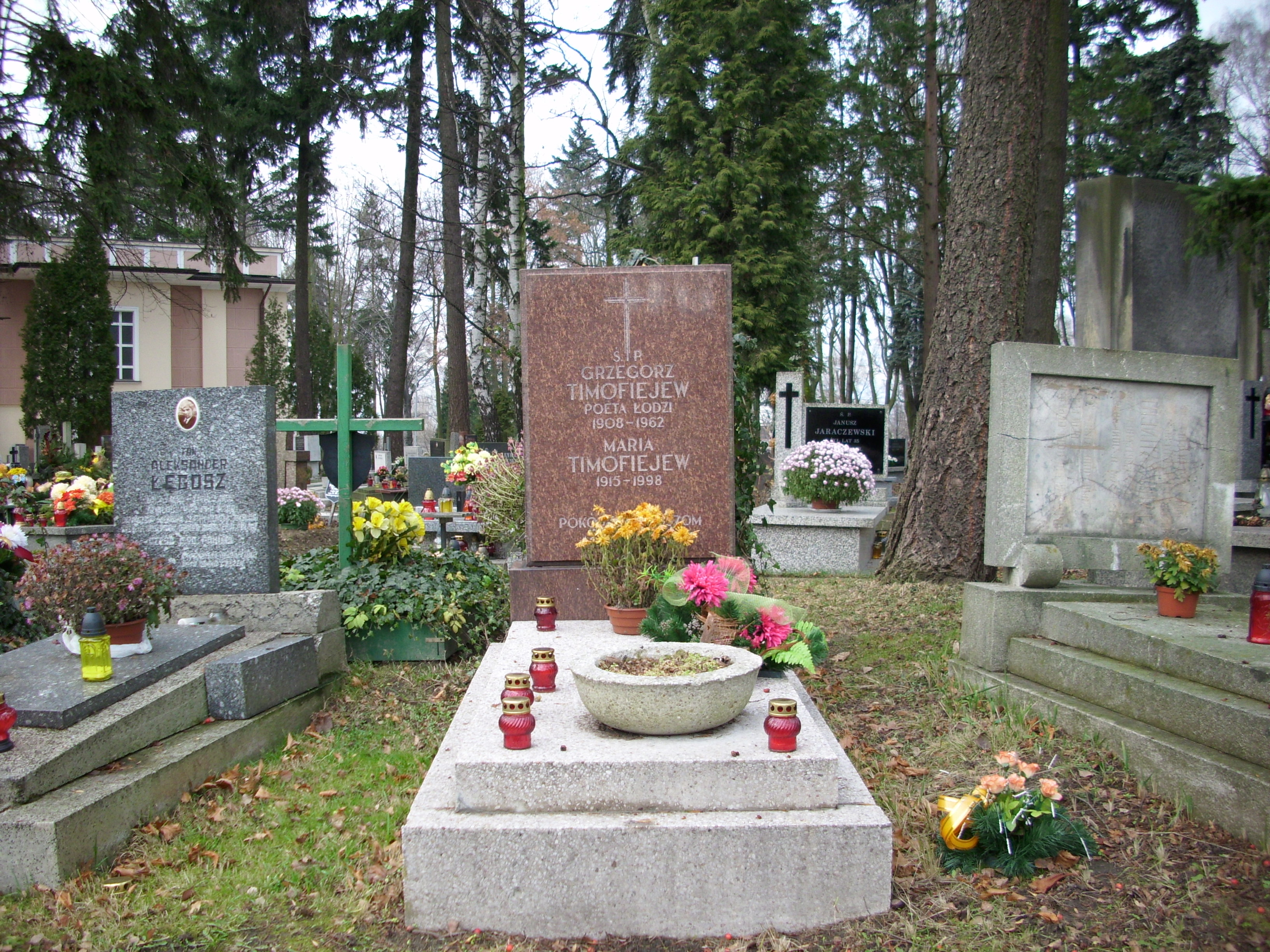
Grób Grzegorza Timofiejewa na cmentarzu komunalnym na Dołach w Łodzi

Absolwent filologii polskiej i rosyjskiej na Uniwersytecie Warszawskim; życie jednak połączył z rodzinną Łodzią. 
Współzałożyciel grupy literackiej Meteor (1928), redaktor czasopism „Prądy” (1930-1931) i „Wymiary” (1938-1939) i konspiracyjnego „Biuletynu Kujawskiego”. W okresie przedwojennym był obiektem ataków ze strony prasy narodowej i związanej z OZN.
Aktywny w kulturalnym podziemiu podczas okupacji niemieckiej. W latach 1942–1945 więziony w niemieckich nazistowskich obozach koncentracyjnych Auschwitz i Gusen I.
Po wojnie jeden z redaktorów „Łodzi Literackiej” i kierownik teatru Osa w Łodzi.
Pochowany na cmentarzu komunalnym na Dołach w Łodzi (kwatera VII, rząd 8, grób 23).

## Twórczość
Debiutował w 1930 roku tomikiem wierszy Nie ma mnie w domu. Był także autorem wspomnień: Miłość nie zna zmęczenia (1959), Człowiek jest nagi (1960).
W twórczości Timofiejewa można zauważyć wpływy grupy poetyckiej Skamander i rosyjskich imażynistów.
Laureat łódzkiej nagrody literackiej w 1961.

### Ważniejsze prace
- 1930: Nie ma mnie w domu (zbiór wierszy)
- 1935: Inny horyzont
- 1946: Wysoki płomień. Wiersze z konspiracji i obozu
- 1954: W stronę jutra
- 1957: Wiersze dla dzieci
- 1958: Gorycz wierzbiny
- 1959: Miłość nie zna zmęczenia (wspomnienia)
- 1960: Człowiek jest nagi (wspomnienia)
- 1961: Wiersze wybrane
- 1964: Trudna wolność (wyd. pośmiertne)